# Дальдизель
Хабаровский дизелестроительный завод «Дальдизель» — российское промышленное предприятие в городе Хабаровске Хабаровского края.

## История
Решение об организации в Хабаровске артиллерийских мастерских было принято в 1890-е годы, в 1900—1902 годах они были построены и открыты в ноябре 1902 года, начав работу под названием «Хабаровские окружные артиллерийские мастерские».

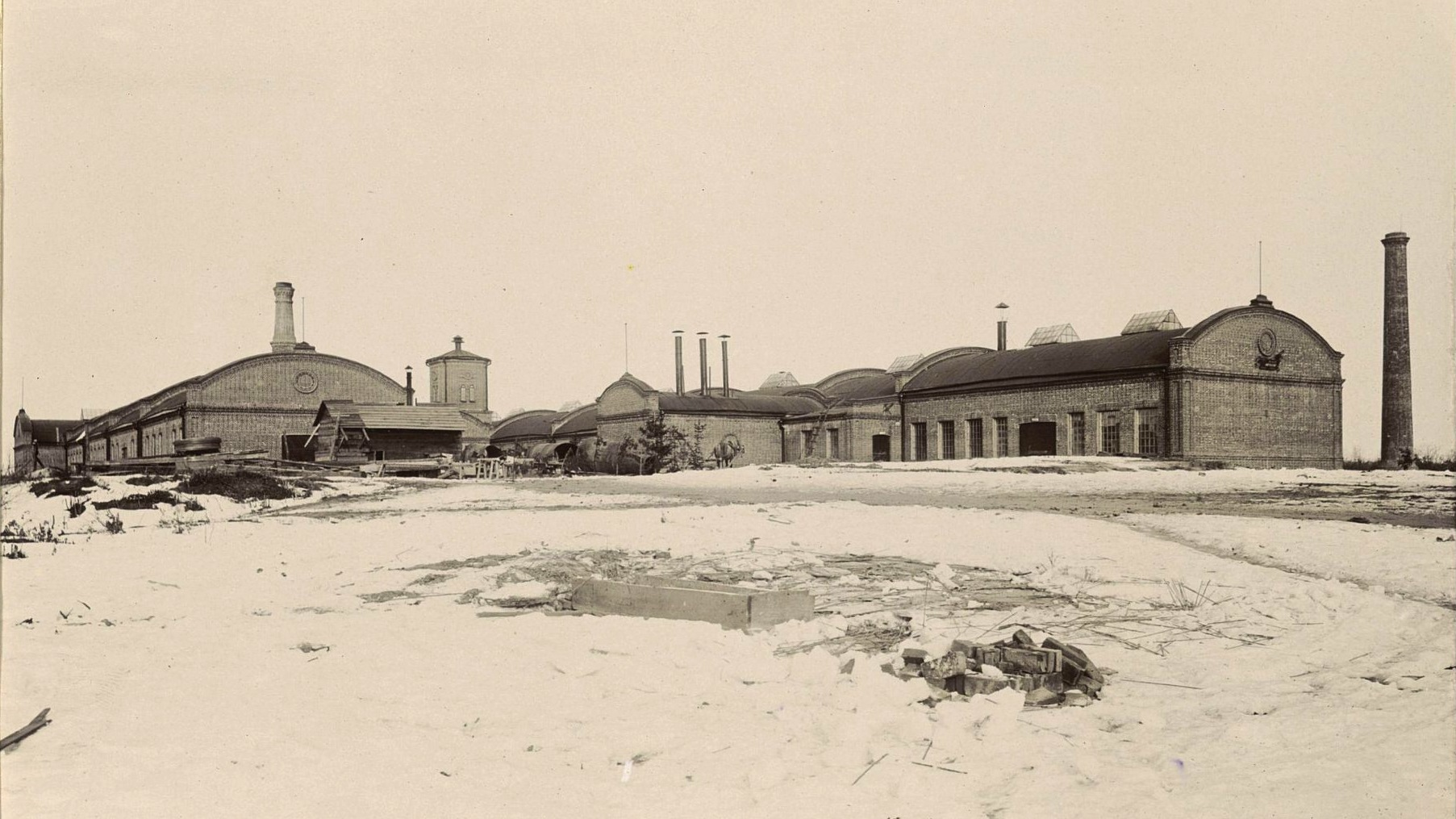
Здания окружной артиллерийской мастерской. Около 1902 года

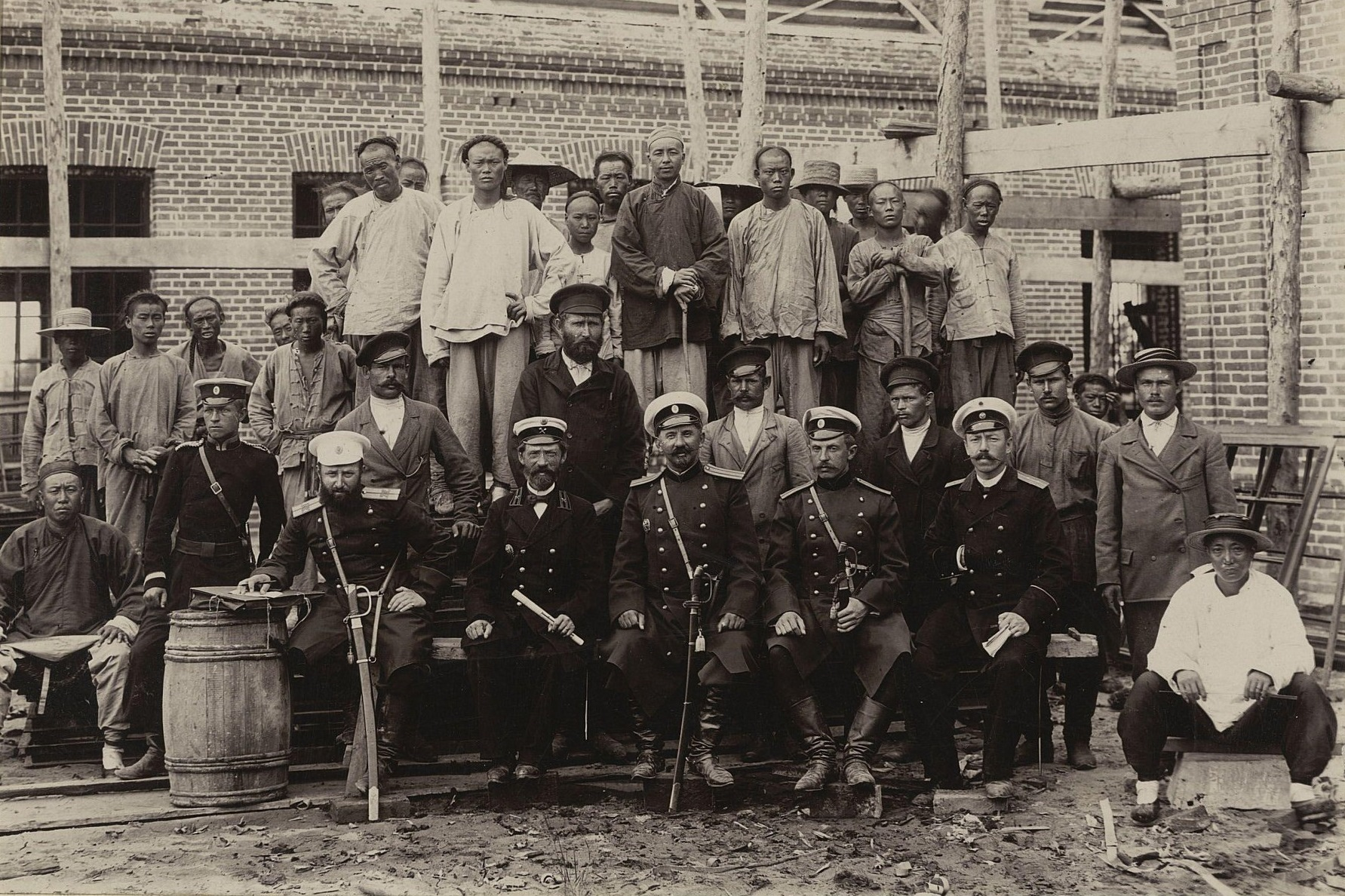
Хабаровск. Военные и гражданские строителии артиллерийской мастерской. 1900—1901 годы

Начавшаяся революция 1905 года и поражение в русско-японской войне активизировали протестное движение в Хабаровске. На заводе возникла социал-демократическая группа, а в конце октября — начале ноября 1905 года мастерские забастовали. Рабочие потребовали улучшить условия труда, повысить заработную плату и уволить чиновников, издевавшихся над вольнонаемными и солдатами. Руководивший забастовкой Н. М. Фищенко был арестован жандармами, избит и приговорен военным судом к пожизненной каторге.
Позднее, в 1908 году предприятие было переименовано в Хабаровский военный завод «Арсенал».

### В СССР
В 1917 году на «Арсенале» был создан Совет рабочих и солдатских депутатов и организован первый в городе отряд Красной гвардии. 6 (19) декабря 1917 года в городе была установлена Советская власть, а 12 (25) декабря 1917 года 3-й Дальневосточный краевой съезд Советов провозгласил Советскую власть на Дальнем Востоке.
После высадки войск Японии и США во Владивостоке, в июне 1918 года был создан Уссурийский фронт, для которого рабочие «Арсенала» построили два бронепоезда, вооруженных орудиями с кораблей Амурской военной флотилии, но 5 сентября 1918 года при поддержке со стороны японских войск Хабаровск заняли войска атамана Калмыкова. Часть рабочих «Арсенала» осталась в городе и сельской местности и участвовала в партизанской войне против интервентов и их пособников — с помощью вынесенных с завода инструментов в деревнях Челны, Анастасьевка (а позже — и в других населенных пунктах) ими было организовано несколько подпольных оружейных мастерских, которые ремонтировали и изготавливали оружие для красных партизан. К началу января 1920 года под руководством мастеров завода «Арсенал» И. Липкова, М. Вакуленко и Г. Чернышенко был освоен сложный ремонт огнестрельного оружия и начат выпуск боеприпасов.
В дальнейшем, власть в Хабаровске несколько раз менялась и до 14 февраля 1922 года город оставался в зоне боевых действий гражданской войны.
В середине 1920-х годов основной продукцией предприятия стали сельскохозяйственные машины и металлоизделия (также изготавливались и другие сложные машины и механизмы). В июне 1927 года завод перешёл в ведение Наркомата тяжёлой промышленности СССР и получил новое название — Дальневосточный государственный машиностроительный завод сельскохозяйственных машин и орудий «Дальсельмаш».
В ходе индустриализации 1930-х годов завод был реконструирован. В 1933 году в результате ликвидации Всесоюзного орудийно-арсенального объединения НКТП перешёл в его Главное военно-мобилизационное управление, а в 1935 году переименован в Хабаровский государственный механический завод имени Молотова, выделен в новый Наркомат оборонной промышленности, где получил № 106. В 1939 году при дальнейшем разделение НКОП вошёл в состав Наркомата вооружений.
Перед войной занимался ремонтом и перестволением артиллерийских систем, в 1938 году с него сняли ремонт танков и тракторов.
В соответствии с постановлением бюро Хабаровского горисполкома ВКП(б) от 1 октября 1940 года на территории Воронежского сельсовета было организовано заводское подсобное хозяйство огородно-овощного и животноводческого направления.

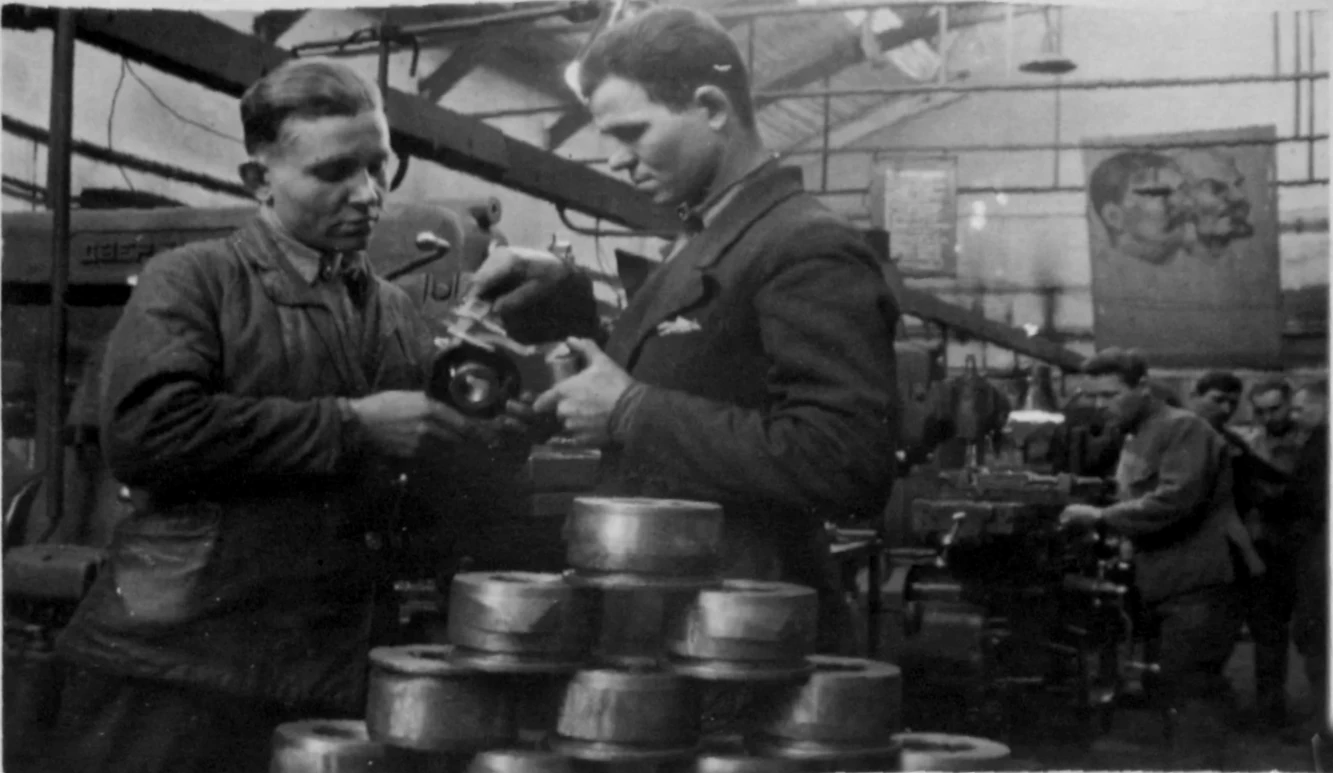
Бригадир Степан Шевцов (слева) и Григорий Самохвалов за проверкой изготовленных деталей. 1946 год

После начала Великой Отечественной войны на заводе № 106 был освоен выпуск продукции военного назначения — 76-мм пушек, 50-мм ротных миномётов, 82-мм батальонных миномётов, 120-мм полковых миномётов, 120-мм миномётных мин и авиабомб.
1 января 1956 года был передан в состав Министерства тракторного и сельскохозяйственного машиностроения как Хабаровский завод сельскохозяйственного машиностроения «Дальсельмаш», но ненадолго: в ходе хрущёвской реформы перешёл в Управление машиностроительной и металлообрабатывающей промышленности Хабаровского совнархоза. С 1959 года завод стал специализироваться на производстве судовых дизелей и дизель-генераторов, и в 1960 переименован в Хабаровский дизелестроительный завод «Дальдизель».
25 октября 1977 года завод был награждён орденом Трудового Красного Знамени.
В 1986 году завод был передан в подчинение Министерства тяжёлого и транспортного машиностроения СССР. По состоянию на начало 1987 года основной продукцией завода являлись дизельные двигатели для кораблей, которые использовались в СССР и экспортировались в другие страны.
В целом, в советское время завод входил в число крупнейших предприятий города, на его балансе находились жилые дома, база отдыха «Дальдизель» и другие объекты социальной инфраструктуры.

### В Российской Федерации
14 декабря 1992 года государственное предприятие было преобразовано в открытое акционерное общество «Ордена Трудового Красного Знамени завод „Дальдизель“». Учредителем общества выступил комитет по Управлению государственным имуществом Хабаровского края.
К 2004 году завод прекратил деятельность, компания-владелец признана банкротом. В 2008 году недвижимость завода распродана.

## Дополнительная информация
Одно из выпущенных заводом 76-мм дивизионных орудий ЗИС-3 после войны было установлено перед административным зданием завода в качестве памятника.